# Prefettura apostolica del Sahara Occidentale

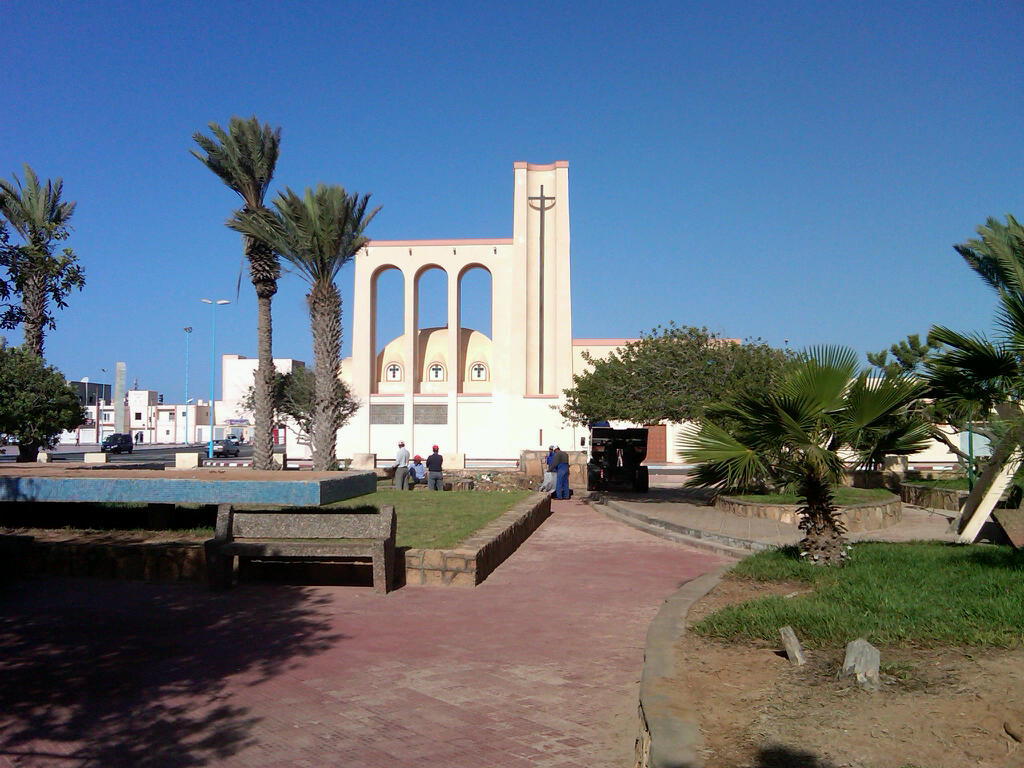
Chiesa di Nostra Signora del Monte Carmelo a Dakhla.

La prefettura apostolica del Sahara Occidentale (in latino Praefectura Apostolica de Sahara Occidentali) è una sede della Chiesa cattolica. Nel 2022 contava 340 battezzati su 1.027.200 abitanti. È retta dal prefetto apostolico Mario León Dorado, O.M.I.

## Territorio
La prefettura apostolica si estende su tutto il Sahara Occidentale, sia la parte controllata dal Marocco, sia le aree sottoposte alla Repubblica Democratica Araba dei Sahrawi.
Il territorio è suddiviso in 2 parrocchie: la chiesa di San Francesco d'Assisi di El Aaiún, che funge da cattedrale della prefettura apostolica; la seconda chiesa, dedicata a Nostra Signora del Monte Carmelo, è a Dakhla. Entrambe sorgono nella zona governata dal Marocco.

## Storia
La prefettura apostolica del Sahara spagnolo e di Ifni fu eretta il 5 luglio 1954 con la bolla Summi Dei voluntate di papa Pio XII, ricavandone il territorio dai vicariati apostolici del Marocco (oggi arcidiocesi di Tangeri) e di Ghardaïa (oggi diocesi di Laghouat).
Il 2 maggio 1970 assunse il nome di prefettura apostolica del Sahara spagnolo, in seguito alla cessione del territorio di Ifni, già colonia spagnola, all'arcidiocesi di Rabat. Il 2 maggio 1976 ha assunto il nome attuale.
La prefettura non è stata mai retta da un vescovo, ma da un prefetto apostolico scelto tra i missionari oblati di Maria Immacolata, cui è affidata la cura pastorale, e non insignito del carattere episcopale. Il prefetto è membro della Conferenza episcopale regionale del Nordafrica, che raggruppa gli ordinari di Sahara Occidentale, Marocco, Algeria, Tunisia e Libia.

## Cronotassi dei prefetti
Si omettono i periodi di sede vacante non superiori ai 2 anni o non storicamente accertati.
- Félix Erviti Barcelona, O.M.I. † (19 luglio 1954 - 6 luglio 1994 ritirato)
- Acacio Valbuena Rodríguez, O.M.I. † (10 luglio 1994 - 25 febbraio 2009 ritirato)
  - Sede vacante (2009-2013)
- Mario León Dorado, O.M.I., dal 24 giugno 2013[2]

## Statistiche
La prefettura apostolica nel 2022 su una popolazione di 1.027.200 persone contava 340 battezzati, corrispondenti allo 0,0% del totale.
| anno | popolazione | popolazione | popolazione | presbiteri | presbiteri | presbiteri | presbiteri                | diaconi | religiosi | religiosi | parrocchie |
| anno | battezzati  | totale      | %           | numero     | secolari   | regolari   | battezzati per presbitero | diaconi | uomini    | donne     | parrocchie |
| ---- | ----------- | ----------- | ----------- | ---------- | ---------- | ---------- | ------------------------- | ------- | --------- | --------- | ---------- |
| 1969 | 22.512      | 70.000      | 32,2        | 11         |            | 11         | 2.046                     |         | 13        | 31        | 5          |
| 1978 | 365         | 151.000     | 0,2         | 3          |            | 3          | 121                       |         | 3         |           | 2          |
| 1990 | 75          | 200.000     | 0,0         | 5          |            | 5          | 15                        |         | 5         |           | 2          |
| 1999 | 160         | 350.260     | 0,0         | 3          |            | 3          | 53                        |         | 3         |           | 2          |
| 2000 | 150         | 350.250     | 0,0         | 2          |            | 2          | 75                        |         | 2         |           | 2          |
| 2001 | 150         | 350.000     | 0,0         | 3          |            | 3          | 50                        |         | 3         |           | 2          |
| 2002 | 100         | 400.000     | 0,0         | 3          |            | 3          | 33                        |         | 3         |           | 2          |
| 2003 | 120         | 400.000     | 0,0         | 3          |            | 3          | 40                        |         | 3         |           | 2          |
| 2004 | 110         | 400.000     | 0,0         | 3          |            | 3          | 36                        |         | 3         |           | 2          |
| 2007 | 80          | 400.150     | 0,0         | 3          |            | 3          | 26                        |         | 3         |           | 2          |
| 2010 | 120         | 800.265     | 0,0         | 3          |            | 3          | 40                        |         | 3         |           | 2          |
| 2014 | 260         | 930.000     | 0,0         | 2          |            | 2          | 130                       |         | 2         |           | 2          |
| 2017 | 350         | 1.030.700   | 0,0         | 2          |            | 2          | 175                       |         | 2         |           | 2          |
| 2020 | 350         | 1.075.350   | 0,0         | 4          |            | 4          | 87                        |         | 4         |           | 2          |
| 2022 | 340         | 1.027.200   | 0,0         | 4          |            | 4          | 85                        |         | 5         |           | 2          |